# Alexander Grothendieck
Alexander Grothendieck (Berlim, 28 de março de 1928 — Saint-Girons, 13 de novembro de 2014) foi um matemático nascido na Alemanha e naturalizado francês em 1971. Foi o fundador de uma escola própria sobre geometria algébrica, cujo desenvolvimento influenciou profundamente na década de 1960. Em 1966 recebeu a Medalha Fields, que recusou. Foi célebre por suas firmes posições pacifistas e ecologistas.

## Biografia
Desconhecido para o grande público e considerado por muitos de seus colegas um dos matemáticos mais importantes do século XX, Grothendieck era filho de uma jornalista socialista revolucionária e de um fotógrafo anarquista judeu russo, que emigrou para a Alemanha após ser condenado primeiro pelo regime czarista e depois pelos comunistas. Seus pais também tiveram que abandonar a Alemanha em 1933 após a ascensão dos nazistas ao poder e partiram para a França, antes de seguir para a Espanha para se somarem à causa republicana.
O pequeno Alexander ficou aos cuidados de um amigo da família em Hamburgo até que a família voltou a se reunir em Nîmes ao término da guerra civil espanhola, em 1939, mas os Grothendieck passaram pouco tempo juntos. Meses depois, o pai foi enviado a Auschwitz, onde morreu em 1942. A mãe e ele terminaram no campo de concentração de Rieucros, nos Pirenéus, onde Alexander começou a se interessar pela matemática. Formou-se e foi estudar matemática em Montpellier, onde um professor detetou no jovem formado algumas aptidões extraordinárias. 
Influenciado pelas ideias políticas do maio de 1968, afastou-se por volta de 1970 de sua posição central na vida matemática de Paris e, por exemplo, procurou auxiliar os matemáticos norte-vietnamistas que padeciam sob a Guerra do Vietnã, mediante manifestações pessoais, desaparecendo completamente do contato público em 1991. Residiu nos Pirenéus, em local conhecido apenas por poucos amigos.
Mas o mito sobre sua genialidade não surgiu até que os grandes matemáticos Laurent Schwartz e Jean Dieudonné entregaram a ele, quando tinha 20 anos, uma lista com 14 problemas sobre os quais trabalhar nos próximos anos e pediram que elegesse um. Meses mais tarde Alexander Grothendieck voltou a se encontrar com seus professores e entregou os 14 problemas resolvidos. Nos meses posteriores redigiu o equivalente a seis teses, trabalho que um aluno aplicado teria levado entre três e quatro anos. Nos anos seguintes, o jovem prodígio dedicou-se à análise funcional, um trabalho revolucionário, mas menos transcendente que seus estudos posteriores, onde se destacou por sua capacidade para generalizar e criar novos pontos de vista.
Com o passaporte Nansen que a ONU dava aos refugiados sem pátria, já que se recusava a assumir a nacionalidade francesa, Grothendieck trabalhou a partir de 1953 durante dois anos como professor nos Estados Unidos antes de se alistar no Instituto de Altos Estudos Científicos (IHES), ao sul de Paris e financiado pelo empresário Léon Motchane. Foi nessa instituição que dirigiu um seminário de geometria algébrica que trouxe uma nova visão sobre a geometria inspirada em sua obsessão por repensar o espaço com noções sobre as quais os matemáticos ainda hoje trabalham.
Em 1966 recebeu a medalha Fields, considerada o Nobel da matemática, um prêmio que não foi receber por motivos políticos e que depois leiloou para financiar os norte-vietnamitas na guerra contra os Estados Unidos. Não foi a única distinção – e dotações econômicas – que Grothendieck recusou. Ele dizia que seus trabalhos deveriam ser julgados pelo tempo e não pelos homens. Paulatinamente foi se afastando da comunidade científica e se aproximando de movimentos ecologistas radicais. Nesses anos recusou também seu posto no prestigiado Colégio da França para se transformar em professor da Universidade de Montpellier e, entre 1984 e 1988, no Centro Nacional de Pesquisas Científicas da França (CNRS).
Em 1990 retirou-se para os Pirenéus franceses, passando a viver discretamente num local que era conhecido somente por poucos amigos e exigiu que seus escritos não publicados fossem destruídos.

## Obras
Suas publicações matemáticas abrangem as áreas da topologia, geometria algébrica e análise funcional. Posteriormente publicou nas áreas da ecologia, filosofia, religião e principalmente esoterismo.
No manuscrito autobiográfico de 1.000 páginas Récoltes et Semailles (1986), Grothendieck descreve sua abordagem à matemática e suas experiências na comunidade matemática, uma comunidade que inicialmente o aceitou de maneira aberta e acolhedora, mas que ele gradualmente percebeu como sendo governada pela competição e status. Ele reclama do que considerou o “enterro” de seu trabalho e da traição de ex-alunos e colegas após deixar a comunidade. O trabalho de Récoltes et Semailles esteve durante muito tempo disponível apenas na Internet. Partes de Récoles et Semailles foram traduzidas para o espanhol, russo e publicadas em Moscou.
Devido a ter passado a maior parte de sua vida na França, seu nome é habitualmente citado como Alexandre (e não Alexander) Grothendieck, enquanto ele mesmo afirmava ter mantido seu nome original.